# أسد عزي
أسد عزي (1955-) هو فنان وشاعر فلسطيني وُلد في شفا عمرو. درس الفن في جامعة حيفا، حيث نال درجة البكالوريوس عام 1980، ثم حصل على درجة الماجستير عام 1983. ونال درجة الدكتوراه، وفي عام 2018 حصل على لقب بروفيسور. نظم مهرجان مركز التراث الفلسطيني في الطيبة عام 1986، وعمل محاضر زائر في جامعة حيفا عام 2014. نشر العديد من المقالات والدراسات في الصحف العربية المحلية.
أصدر عدة مجموعات شعرية منها: "تحت أقدام المصير المر" عام 1975، و"موسم الهمسات" عام 1978، و"قصائد سوقية" عام 1979. نال العديد من الجوائز الفنية والتقديرية.

## أسلوبه الفني
استخدم أسد عزي أساليب متعددة في أعماله لتأطير الهوية الذاتية من الناحية المفاهيمية، مستلهمًا من الأساطير اليونانية ومعبرًا عنها عبر مفرداته البصرية. صور العائلة وعلاقاتها الحميمية ومناسباتها الاجتماعية، مستعرضًا طقوسًا توضح السيرة الذاتية الإنسانية وتثير التساؤلات حول العلاقة بين هذه السيرة والجغرافيا البشرية، مما يعكس وظيفة الفن في حياة الإنسان.
بين عامي 1992 و1996، تركزت أعماله على موضوع المسيح، حيث استلهم صورة من صحيفة عربية تظهره قرويًّا يركب حمارًا، اختبر الفنان من خلال أعماله مدى تقارب المشاهد الإسرائيلي للصورة المسيحية، التي كانت مشحونة برموز وأدلة أدت إلى تفسيرات صوفية تتناقض مع الصورة الأصلية البسيطة. وفي الفترة من 2000 إلى 2010، بدأ الفنان في استكشاف صورة المتسابق المتجول ورسام اللوحة، حيث جسد شخصية وحيدة تكافح لترك بصماتها على لوحات فارغة أو شبه فارغة. في هذه الأعمال، صوّر الرسام وهو يعاني في محاولته لخلق عالم يعكس الحقيقة المخادعة.

## معارضه الفردية
أقام العديد من المعارض الفردية، أهمها:
- (1980)، همسات، صالة جديدة، حيفا.
- (1998)، المخلص، مركز الواسطي للفنون، القدس.
- (2006)، لاجئ، الجاليري البلدي، طمرة.
- (2018)، جلد مقلوب، حيفا.

## معارضه الجماعية
وأهم المعارض الجماعية التي شارك بها:
- (1982)، متحف حيفا، "البينالي السادس"، حيفا.
- (1986)، البينالي الثاني والأربعون، "ألوان شرق أوسطية"، البندقية، إيطاليا.
- (1989)، المتحف البلدي فرانكفورت، "خط مقابل خط"، ألمانيا.
- (1994)، صالة العرض قناديل، "مكان"، القدس.
- (1997)، متحف باس، ميامي بيتش، فلوريدا، "ديزيرن كليشيه"، الولايات المتحدة.
- (2005)، إمارة دبي، "فنانو فلسطين"، دبي.
- (2009)، مركز الفنون الجميلة، بروكسل، بلجيكا.
- (2016)، صالة العرض أم الفحم، "هوية الفنان الفلسطيني"، أم الفحم .
- (2019)، جاليري مكان، سخنين، "أي .. اه ... حمار".[3]

## مقتنيات
تقتني العديد من المؤسسات اعماله مثل دار النمرفي بيروت، مؤسسة رمزي وسعيدة دلول في بيروت، مجموعات خاصة.